# Бурляй, Ян Анастасьевич
Ян Анаста́сьевич Бурля́й (род. 1 января 1947) — российский дипломат. Чрезвычайный и полномочный посол (1992).

## Биография
Окончил факультет международной журналистики МГИМО (1970). Владеет испанским и английским языками.
На дипломатической работе с 1970 года.
- В 1970—1972 годах — референт Посольства СССР в Уругвае.
- В 1972—1974 годах — атташе Посольства СССР в Уругвае.
- В 1974—1978 годах — сотрудник Отдела латиноамериканских стран МИД СССР.
- В 1978—1985 годах — первый секретарь Посольства СССР в Венесуэле.
- В 1985—1991 годах — советник, заместитель заведующего Отделом латиноамериканских стран МИД СССР.
- В 1991—1993 годах — начальник Управления латиноамериканских стран МИД России.
- С 22 июня 1993 по 8 июня 1996 года — чрезвычайный и полномочный посол Российской Федерации в Аргентине[1][2].
- С 28 декабря 1993 по 8 июня 1996 года — чрезвычайный и полномочный посол Российской Федерации в Парагвае по совместительству[3][2].
- В 1996—2000 годах — заместитель директора Департамента Латинской Америки МИД России.
- С 31 июля 2000 по 26 сентября 2005 года — чрезвычайный и полномочный посол Российской Федерации в Уругвае и наблюдатель при Комитете представителей Латиноамериканской ассоциации интеграции по совместительству[4][5].
- В 2005—2008 годах — заместитель директора Латиноамериканского департамента МИД России.
- С 21 октября 2008 по 13 января 2015 года — чрезвычайный и полномочный посол Российской Федерации в Эквадоре[6][7].
- С 1 мая 2015 года — профессор Московского государственного лингвистического университета.
- С 1 декабря 2015 года — директор Центра ибероамериканских программ[8] Московского государственного лингвистического университета.

## Награды
- Медаль ордена «За заслуги перед Отечеством» II степени (3 марта 2007) — За большой вклад в реализацию внешнеполитического курса Российской Федерации и многолетнюю добросовестную работу[9].
- Орден Дружбы (29 октября 2010) — За большой вклад в реализацию внешнеполитического курса Российской Федерации и многолетнюю добросовестную работу, заслуги в научно-педагогической деятельности и подготовке высококвалифицированных кадров[10].

## Дипломатический ранг
Чрезвычайный и полномочный посол (13 октября 1992).

## Семья
Женат, имеет двоих детей.